# تپه چاشت خوره
تپه چاشت خوره مربوط به دوره اشکانیان -قرون میانه دوران‌های تاریخی پس از اسلام است و در شهرستان تویسرکان، بخش قلقل رود، روستای چاشت خوره واقع شده و این اثر در تاریخ ۲۲ مرداد ۱۳۸۴ با شمارهٔ ثبت ۱۳۰۵۶ به‌عنوان یکی از آثار ملی ایران به ثبت رسیده است.